# Marcus Pacuvius
Marcus Pacuvius (* um 220 v. Chr. in Brundisium; † um 130 v. Chr. in Tarent) war ein römischer Schriftsteller und Maler.
Pacuvius' Familienname (nomen gentile) deutet auf eine oskische Herkunft. Er soll Neffe des Ennius gewesen sein, einer anderen Theorie zufolge dessen Enkel, womit er später als Terenz anzusetzen wäre.
Ab 200 v. Chr. arbeitet Pacuvius als Maler und Dichter gleichzeitig. Plinius der Ältere berichtet von einem Gemälde des Pacuvius im Tempel des Herkules auf dem Forum Boarium in Rom. Im Alter soll er sich nach Tarent zurückgezogen haben. Gellius berichtet von einer zweifelhaften Zusammenkunft mit Accius.
Sein literarisches Werk gliedert sich in Tragödien und Saturae. Unter den Tragödien ist auch die Praetexta von Paullus überliefert. Die übrigen Tragödien spielen in griechischem Gewand. Er gilt als Schüler des Ennius, greift aber nicht mehr wie jener weitestgehend auf Euripides zurück, sondern auch auf Aischylos und Sophokles, ebenso auf andere unbekannte Dichter. Seine Dramen behandeln den trojanischen Sagenkreis, etwa mit seinem armorum iudicium, und die Sagen um Medea aus der Perspektive nachfolgender Generationen.
Über seine Satiren ist wenig bekannt.

## Textausgabe
- Petra Schierl (Hrsg.): Die Tragödien des Pacuvius. Ein Kommentar zu den Fragmenten mit Einleitung, Text und Übersetzung. De Gruyter, Berlin 2006, ISBN 3-11-018249-1.
- Petra Schierl (Hrsg.): Tragicorum Romanorum Fragmenta. Band 3: Pacuvius. Vandenhoeck & Ruprecht, Göttingen 2023, ISBN 978-3-525-25030-3.